# Leonie Maria Walter
Leonie Maria Walter, född 17 januari 2004 i Freiburg, är en tysk paraidrottare som tävlar i skidskytte och längdåkning. Hon tävlar i klassen B2, som är för synskadade idrottare.
Vid paralympiska vinterspelen 2022 i Peking tog Walter fyra medaljer (ett guld och tre brons).

## Karriär
Walter började åka längdskidor vid sju års ålder. 2018 gjorde hon sin debut i världscupen.
Walter tävlade vid Para-VM 2022 i Lillehammer. I skidskyttet kom hon på 5:e plats på långdistansen, 7:e plats på mellandistansen och på 9:e plats i sprinten. I längdåkningen var Walter en del av Tysklands lag som slutade på 5:e plats i den mixade stafetten.
Vid paralympiska vinterspelen 2022 tävlade Walter med Pirmin Strecker som seende ledsagare. Hon inledde spelen med att ta brons i damernas 6 kilometer skidskytte efter att slutat bakom ukrainska Oksana Sjysjkova och landsmaninnan Linn Kazmaier. Därefter tog Walter sitt andra brons i damernas 15 kilometer längdskidåkning efter att återigen slutat bakom Oksana Sjysjkova och Linn Kazmaier. Följande dag tog hon sin första guldmedalj i damernas 10 kilometer skidskytte. Walter tog sedan spelens fjärde medalj, ett brons i damernas 12,5 kilometer skidskytte, efter att för tredje gången slutat bakom Oksana Sjysjkova och Linn Kazmaier.